# Gronda (Unternehmen)
Die Gronda GmbH ist ein 2015 gegründetes soziales Netzwerk für professionelle und Hobby-Köche mit Sitz im österreichischen Wattens. Das Unternehmen betreibt eine Website und eine gleichnamige App. Ziel der Plattform ist es, eine weltweite Koch-Community aufzubauen und zu vernetzen. Zusätzlich bietet Gronda den Nutzern ein Jobportal als E-Recruiting für die Gastronomie und Hotellerie.

## Geschichte
Seit Juli 2015 unterhält der Gründer Valentin Schütz einen Blog, in dem er Erfahrungen aus seiner Kindheit im Hotel seiner Eltern im Pitztal teilte. Aus diesem Blog entstand im Jänner 2016 die Plattform Gronda, welche von Schütz sowie Juan Vicci und Tobias Zetzsche gegründet wurde. Schon ein halbes Jahr nach der Gründung, am 8. Juni 2016, konnte Gronda den mit 125.000 Euro dotierten „IHA-Branchenaward für Start-ups“ des Hotelverbands Deutschland gewinnen.
Im März 2017 gab das Unternehmen bekannt, dass durch die Investoren Speedinvest und karriere.at als Lead-Investoren sowie Howzat Partners und den Mairdumont Verlag rund eine halbe Million Euro an Investments generiert werden konnte.
Derzeit liegt der Sitz von Gronda in Wattens, wo das Portal in einem Coworking-Space von Swarovski operiert und 25 Mitarbeiter beschäftigt.
Das damalige Logo des Unternehmens, ein Korkenzieher, wurde laut eigenen Aussagen deshalb gewählt, weil die Hochwertigkeit des Korkenziehers für die gut ausgebildeten Fachkräfte, die Mitglieder auf der Plattform sind, stehen soll. Der Begriff Gronda wurde deshalb gewählt, weil es das italienische Wort für ein Verbindungsstück ist und die Macher ihr Angebot als Verbindungsstück zwischen Arbeitgebern und -nehmern sehen.
Anfang 2020 bekam Gronda bei einer erneuten Kapitalrunde rund 1,5 Mio. Euro von seinen Investoren Speedinvest, Karriere.at und Howzat Partners. Im Zuge dessen kaufte Karriere.at die Anteile des Mairdumont-Verlags auf. Der Mitbegründer Valentin Schütz hält weiterhin 42,5 % am Unternehmen.
Gleichzeitig gab Gronda bekannt, dass es auf der Plattform derzeit 150.000 Endbenutzer und 500 Betriebe gibt und dass das Unternehmen bis Ende 2020 eine Million Endnutzer erreichen und Jobs aus zwölf verschiedenen Ländern anbieten will. Das langfristige Ziel ist laut eigenen Aussagen eine weitere Internationalisierung außerhalb des europäischen Marktes.
Im Rahmen der COVID-19-Pandemie und der darauffolgenden hohen Arbeitslosigkeit gab das Unternehmen bekannt, dass Jobausschreibungen für Unternehmen auf der Plattform von April bis Ende Juni 2020 kostenlos sind, um laut eigenen Aussagen „der Branche unter die Arme zu greifen“. Als Folge der Pandemie wurden die Hälfte der damals 40 Mitarbeiter gekündigt.
Laut eigenen Aussagen hat das Unternehmen derzeit 25 Mitarbeiter am Standort Wattens in Tirol (Stand Oktober 2021).

### Rebranding 2019

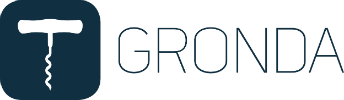
Das Logo von Gronda zwischen 2015 und Mai 2019

Im Mai 2019 änderte Gronda ihr Logo, da das vorherige Logo, der Korkenzieher, laut eigenen Angaben nur „einen Teil der Branche darstellt und deswegen nicht mehr zum Unternehmen passt“. Das neue Logo stellt einen Wassertropfen dar, der die Elemente Feuer und Wasser verbinden soll. Zudem gab sich das Unternehmen auch ein neues Farbschema, welches aus den Farben Türkis, Blau und Rot besteht. Gleichzeitig gab Gronda bekannt, dass derzeit 150.000 Endbenutzer und 400 Betriebe in 5 Ländern die Plattform nutzen.

### Neuausrichtung 2021
Im Jahr 2021 entwickelte sich die Seite immer mehr hin zu einer Community-Plattform. Das führte dazu, dass immer mehr Umsatz durch Premium-Mitgliedschaften (sogenannte „Pro-User“) generiert wurde. Auch die Seite und die App wurden in diese Richtung abgeändert und auf die Community-Plattform, die vor allem auf das Kochen konzentriert, fokussiert. Ausgewählte Benutzer der App, sogenannte „Creators“ haben nun die Möglichkeit, ihre Postings und Rezepte zu monetarisieren. Das Jobportal wurde jedoch beibehalten.

## Funktionalität
Das Portal unterscheidet sich von ähnlichen Angeboten wie LinkedIn oder XING dadurch, dass es die Funktionalität eines sozialen Netzwerks mit der eines Jobportals im Sinne des E-Recruiting verknüpft und sich ausschließlich auf die Gastronomie und Hotellerie spezialisiert hat.
Seit März 2020 hat die Plattform ein neues Preissystem: Jeder der Gastgewerbebetriebe bezahlt nach Angaben von Gronda pro sogenanntem „Slot“, also pro veröffentlichter Jobanzeige, wobei der Preis bei einer jährlichen Abrechnung zwischen 139 Euro pro Monat bei 3 Slots und 249 Euro pro Monat bei 10 Slots liegt. Es ist auch eine monatliche Abrechnung möglich, hier liegt der Preis pro Slot bei derzeit 190 Euro.
Seit April 2020 können Unternehmen das komplette Recruiting über die App abwickeln, das heißt Jobs schalten, Bewerbungen bearbeiten, Nachrichten schreiben und Active Sourcing betreiben. Vorher musste dafür teilweise die Website verwendet werden.
Für die privaten Endnutzer ist die Mitgliedschaft grundsätzlich kostenlos. Sie erstellen ihren Lebenslauf, „Werdegang“ genannt, in dem Berufserfahrung, Ausbildung, Sprachkenntnisse und Auszeichnungen dargelegt werden können. Nach der Definition des „Wunschjobs“ werden dem Nutzer offene Jobpositionen in verschiedenen Betrieben angezeigt, bei denen er sich mit einem Klick oder Fingertip bewerben kann. Erst wenn sich der Bewerber bei einem Unternehmen beworben hat oder ein Jobangebot eines solchen „angenommen“ hat, sieht das Unternehmen das vollständige Profil des Nutzers.
Es gibt allerdings seit 2020 auch eine optionale Bezahlversion für Endbenutzer, Gronda Pro. Diese kostete anfangs 59,99 Euro bei jährlicher Abrechnung und 7,49 Euro bei monatlicher Abrechnung und bringt dem Benutzer folgende Vorteile: Ein hervorgehobenes Profil im Netzwerk und bei der Jobsuche, (Video-)Rezepte, exklusive Webinare mit prominenten Köchen (sogenannte „Masterclasses“) und die Möglichkeit, Nachrichten an andere Benutzer zu senden. In der Zukunft sollen weitere Vorteile folgen. 2021 kostete die Pro-Mitgliedschaft 10 Euro monatlich oder 60 Euro jährlich.
Außerdem können Nutzer Influencern, Unternehmen und anderen Nutzern folgen und sich deren Postings ansehen, welche dann in den sogenannten „Stories“ angezeigt werden.

## Verfügbarkeit
Die Plattform operiert weltweit mit einem Hauptaugenmerk auf die Märkte Österreich, Deutschland, USA, Italien, Luxemburg, Liechtenstein und der Schweiz und verfügt laut eigenen Angaben über 700.000 Endnutzer (Stand Jänner 2022).